# Dictyophorodelphax swezeyi
Dictyophorodelphax swezeyi är en insektsart som beskrevs av John Colburn Bridwell 1918. Dictyophorodelphax swezeyi ingår i släktet Dictyophorodelphax och familjen sporrstritar. Inga underarter finns listade i Catalogue of Life.